# Антон Мусерт
Антон Адријан Мусерт (хол. Anton Adriaan Mussert; Веркендам, 11. мај 1894 — Хаг, 7. мај 1946) је био холандски политичар, један од оснивача Националсоцијалистичког покрета у Холандији и њен формални вођа. Био је најистакнутији националсоцијалиста у Холандији пре и током Другог светског рата. Током рата успео је да задржи овај положај, захваљујући подршци коју је добијао од Немаца. После рата му је суђено и погубљен је за велеиздају.